# Bitkine
Bitkine (arabisch بتكين, DMG Bitkīn) ist eine Stadt im südlichen Zentrum des Tschad. Bitkine ist die Hauptstadt des Départements Abtouyour, das in der Provinz Guéra liegt.

## Bevölkerung
Beim Zensus 1993 hatte die Stadt 29.302 Einwohner. Um Bitkine wird neben Tschadisch-Arabisch unter anderem die Sprache Kenga gesprochen.

## Lage
Bitkine liegt an der Fernverkehrsstraße, die die Hauptstadt N’Djamena mit der Grenze zum Sudan verbindet, und damit Teil des N’Djamena-Dschibuti-Highways ist. Südlich der Stadt erhebt sich das Guéra-Massiv, das eine Höhe von bis zu 1613 m erreicht. Die Gegend von Bitkine hat heißes Steppenklima.

## Wirtschaft und Infrastruktur
Bitkine hat einen großen Markt. Die Bevölkerung lebt von Landwirtschaft, Viehzucht und Handel. Im Umland der Stadt werden Hirse, Erdnüsse, Sesam, Okra, Bohnen und Ampfer angebaut.
Bitkine hat ein Krankenhaus.